# 伊格爾鎮區 (愛荷華州科蘇特縣)
伊格爾鎮區（英語：Eagle Township）是位於美國愛荷華州科蘇特縣的一個行政鎮區。

## 地方資料
根據2010年美國人口普查的數據，伊格爾鎮區的面積為73.98平方千米，當中陸地面積為73.31平方千米，而水域面積為0.67平方千米。當地共有人口125人，而人口密度為每平方千米1.69人。